# Un drama total
Un drama total (títol original: Total Drama) és una sèrie de televisió d'animació que es va estrenar el 8 de juliol del 2007 al Canadà, a Teletoon, i l'11 d'abril del 2010 a Catalunya, al Canal Super3. És una paròdia dels reality shows de supervivència, en què 22 adolescents han de passar diverses setmanes en una illa deserta. La primera temporada té 27 episodis de 22 minuts i un especial de 44.
La sèrie té cinc temporades i dos spin-off: Un drama total d'illa (2007), Un drama total, acció! (2009), Un drama total: la gira mundial (2010), Un drama total: la revenja de l'illa (2012), Un drama total: els cracs i Un drama total a l'Illa Pahkitew (2014), l'spin-off, Un drama total presenta: La cursa absurda (2015) i l'spin-off, Un dramarama total (2018-2023)

## Argument
En la primera temporada, vint-i-dos adolescents arriben al Camp Wawanakwa, situat en una illa inhòspita a Ontario (Canadà). Participen en competicions i reptes diversos per evitar ser nominats pels seus companys i expulsats del campament. El guanyador del reality rebrà un premi de cent mil de dòlars. Al principi de la temporada, els nois són dividits en dos equips: els Gòfers Xiscladors i les Perques Assassines. En cada episodi, els equips participen en un repte en què un o més concursants poden guanyar la immunitat.

## Episodis
|              | Temporada                                                       | Episodis | Emissió original                               | Emissió original                              |
| Estats Units | Temporada                                                       | Episodis | Catalunya                                      |                                               |
| ------------ | --------------------------------------------------------------- | -------- | ---------------------------------------------- | --------------------------------------------- |
| 1            | Un drama total d'illa                                           | 27       | 8 de juliol del 2007 a 29 de novembre del 2008 | 11 d'abril del 2010 a 10 d'octubre del 2010   |
| 2            | Un drama total, acció!                                          | 27       | 11 de gener del 2009 a 10 de juny del 2010     | 17 d'octubre del 2010 a 02 de juny de 2011    |
| 3            | Un drama total: la gira mundial                                 | 26       | 10 de juny del 2010 a 24 d'abril del 2011      | 3 de juny del 2011 a 22 de juny del 2011      |
| 4            | Un drama total: la revenja de l'illa                            | 13       | 5 de gener del 2012 a 12 d'abril del 2012      | 25 de juny del 2012 a 03 de juliol del 2012   |
| 5            | Un drama total: Els cracs / Un drama total a l'illa de Pahkitew | 26       | 9 de gener del 2014 a 20 de novembre del 2014  | 5 de juny de 2019 a 15 de juliol de 2019      |
| Spin-off     | Un drama total presenta: La cursa absurda                       | 26       | 7 de setembre de 2015 a 9 d'octubre de 2015    | 16 de juliol de 2019 a 20 d'agost de 2019     |
| Spin-off     | Un dramarama total                                              | 151      | 1 de setembre de 2018 a 22 de juliol de 2022   | 12 de setembre de 2019 a 11 de juliol de 2022 |